# Cornufer guentheri
Cornufer guentheri is een kikker uit de familie Ceratobatrachidae. De soort werd voor het eerst wetenschappelijk beschreven door George Albert Boulenger in 1884. Het was tot recentelijk de enige soort die behoorde tot het geslacht Ceratobatrachus en lange tijd werd de kikker tot de familie echte kikkers (Ranidae) gerekend.

## Uiterlijke kenmerken
De kleur is bruin, deze soort is zeer goed gecamoufleerd en imiteert een verdord blad. De neuspunt en de oogleden eindigen in een opvallende hoorn-achtige punt, de dorsolaterale lijsten (klierplooien) op de rug lijken op bladnerven. De rand van de kop is sterk afgeplat, langs de poten zijn kleine stekelige uitsteeksels aanwezig die de kikker nog meer doet wegvallen tegen zijn natuurlijke omgeving; tussen de bladeren in de strooisellaag van het bos.

## Verspreiding en leefgebied
Cornufer guentheri komt voor in delen van Azië, op Papoea-Nieuw-Guinea en de Salomonseilanden, het is een typische bodembewoner die niet klimt.

## Voortplanting
De voortplanting is bijzonder; er zijn geen vrijzwemmende kikkervisjes bekend. De larven ontwikkelen zich volledig in het ei en komen als kleine kikkertjes ter wereld. De eitjes worden afgezet in holletjes tussen boomwortels.